# Tihany turisztikai látnivalói

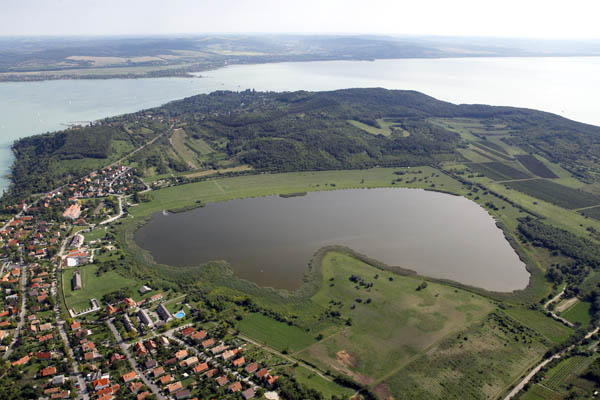
A Tihanyi-félsziget déli része légifotón

Tihany község Veszprém vármegyében, a Balatonfüredi járásban. A Balatonba ékelődő Tihanyi-félszigeten fekszik.

## Történelmi emlékhelyek
- Óvár

Az Óvár nevű hegy ovális alaprajzú földsáncrendszere a bronzkor végén és a korai vaskorban épült fel. Ez a Balaton-vidék legépebben fennmaradt és legnagyobb földvára.
- Halomsírok

Az Óvár déli lejtőjén a földvár fejedelmeinek sírjai fölé mészkőből és földből több méter magas halmot emeltek. A halomsírok egy részét az 1970-es évek elején feltárták, a hamvasztásos sírokban agyagedények cserepeit, bronz ékszermaradványokat és megszenesedett búzaszemeket találtak.
- Remetetelep (Barátlakások)

Az Óvár keleti oldalában, a sziklafalban a 11-14. század között ortodox görög szertartású remeték vájták ki celláikat, kápolnájukat. Ez a Kárpát-medencében, sőt Közép-Európában az egyetlen, aránylag épségben maradt remetetelep, helyi neve barátlakások. A remeteteleptől nem messze található Tihany egyetlen forrása, amit korábban Orosz kútnak, ma Ciprián-forrásnak hívnak.
- Kálvária

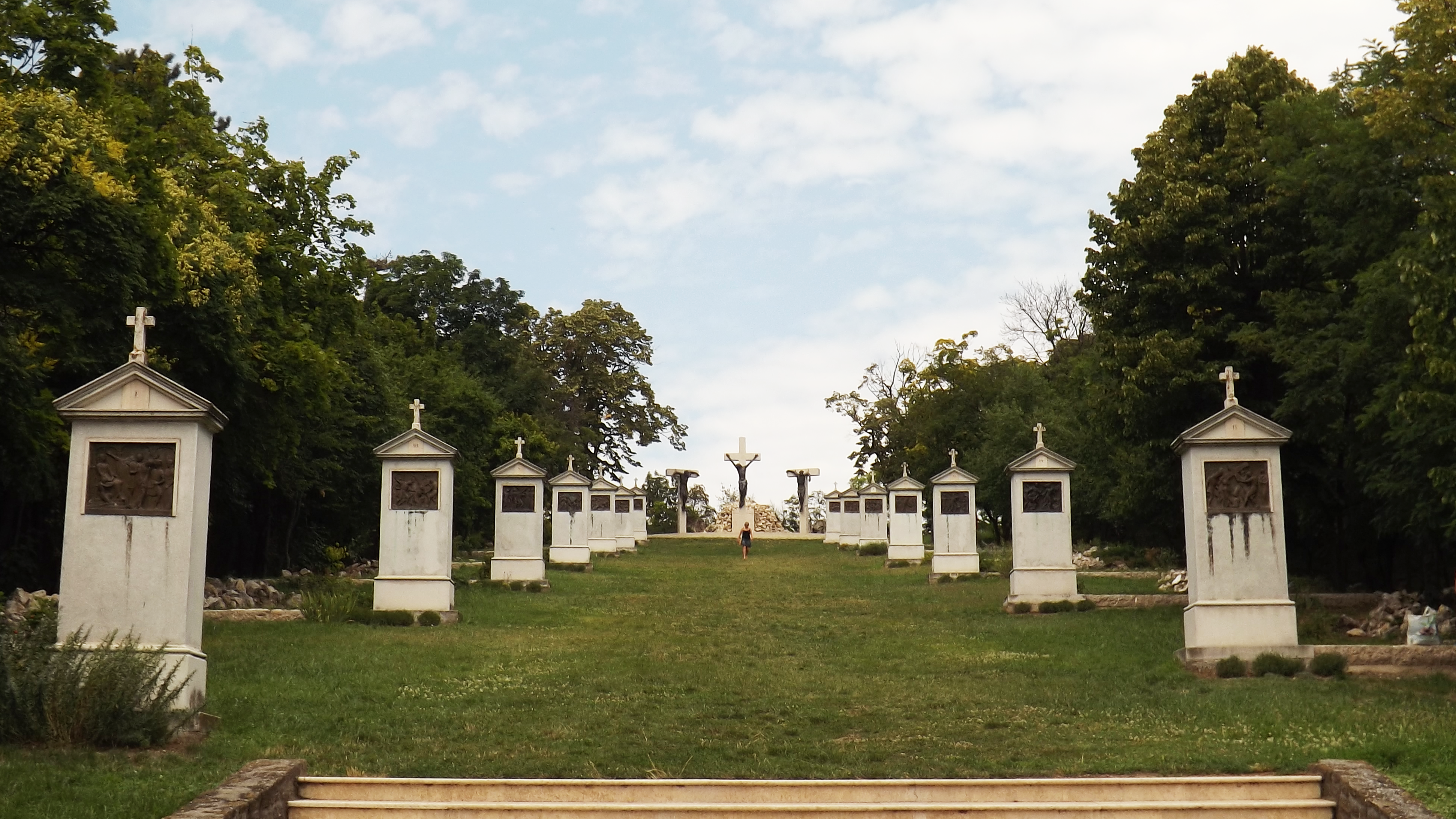
A tihanyi kálvária

1926-tól kezdve néhány év alatt közadakozásból épült meg az ország legszebb 20. századi kálváriája. A Krisztus kínszenvedését és keresztútját jelképező, feliratos és bronz domborműves kőből készült stációit, sztéléit, a történelmi Magyarország vármegyéinek és szabad királyi városainak nevében állították fel. A délre lejtő domboldal tetején épült fel Krisztus kőkeresztje, a háttérben pedig gejzirites mészkőtömbökből épített „hármas halom” és IV. Károly magyar király bronztáblája. A Kálvária építményeit 1960-ban leromboltatták. 1992. március 28-án ünnepélyesen elhelyezték az újjáépítendő kálvária alapkövét. 1998-ban kezdődtek meg a munkálatok, majd 2000. október 15-én adták át az addig elkészült új stációoszlopokat, és az ideiglenes felállított három fakeresztet. A IV. Károly Kálvária Alapítvány a Kálvária kezelője.
- Visszhang

A Kálvária mellett keletre fekszik. A legrégibb balatoni útikalauzban, 1848-ban azt írják, hogy a füredi vendégek
Tihanyba kirándulnak visszhangot hallgatni, mert a templom fala a Visszhang-dombon gyorsan elkiáltott 15 tagú mondást is tisztán elismétli. A jeles költők által is megénekelt tihanyi Echo az 1960-as évektől fokozatosan gyengült, de szélmentes, csendes időben, különösen este, ma is hűségesen ismétli szavainkat.
- A templom és környéke

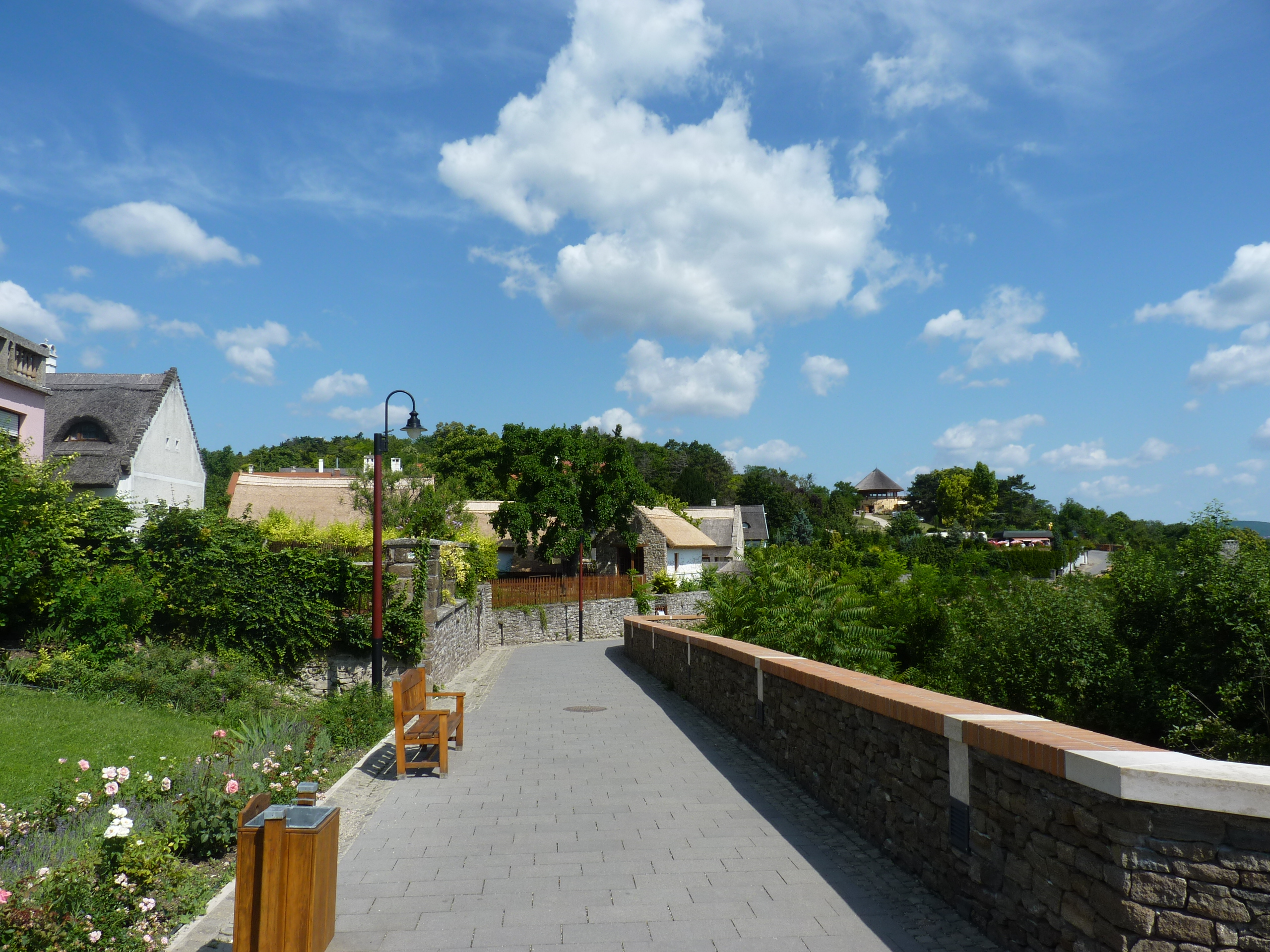
A Pisky sétány

A keresztény uralkodók jogszokásának megfelelően 1055-ben I. András király monostort és családi temetkezőhelyet alapított Tihanyban. A monostori élet az 1500-as évek közepén szűnt meg, mivel a monostor helyén a törökök elleni védekezésül végvárat építettek, amit a törökök soha nem foglaltak el. A kuruc időkben lerombolt vár helyéről, alaprajzáról részletes leírás nincs, a Visszhang-domb és a templom közötti sétány őrzi Pisky István várkapitány nevét. A monostor és az apátsági birtokok 1716-ban kerültek a Pannonhalmi főapátsághoz, a mai monostor együttes építése 1754-re fejeződött be. A Pisky sétányról megcsodálható a Balaton legszebb kikötője, a Káli Nagy Dezső tervei által 1909-1911 között épült karcsú ívű móló.
- Tihanyi vár

A tihanyi dombon vár, illetve erőd is állott, amelyet a török háborúk idején az ellenség nem tudott elfoglalni. Nyomai illetve maradványai ma is láthatók a félsziget számos turistaútvonala, tanösvénye, azaz jelzett sétaterv térképei segítségével. Ilyen útvonal a Lóczy-Tanösvény (Nyereg-hegy, Csúcs-hegy, Gejzírmező, Aranyház, Kiserdő-tető, Óvár, Barátlakások érintésével). De van „Történelmi emlékhelyek” túra is a Barátlakások, Apáti templomrom, Újlaki templomrom köré szervezhetően.
- Nyársas-hegy

Az egykori középkori vár alatt levő Nyársas-hegy nevét onnan kapta, hogy a vár katonái itt húzták karóba – nyársalták fel – a magyar lányokat rabló, parasztokat sanyargató törököket.
- Akasztó-domb

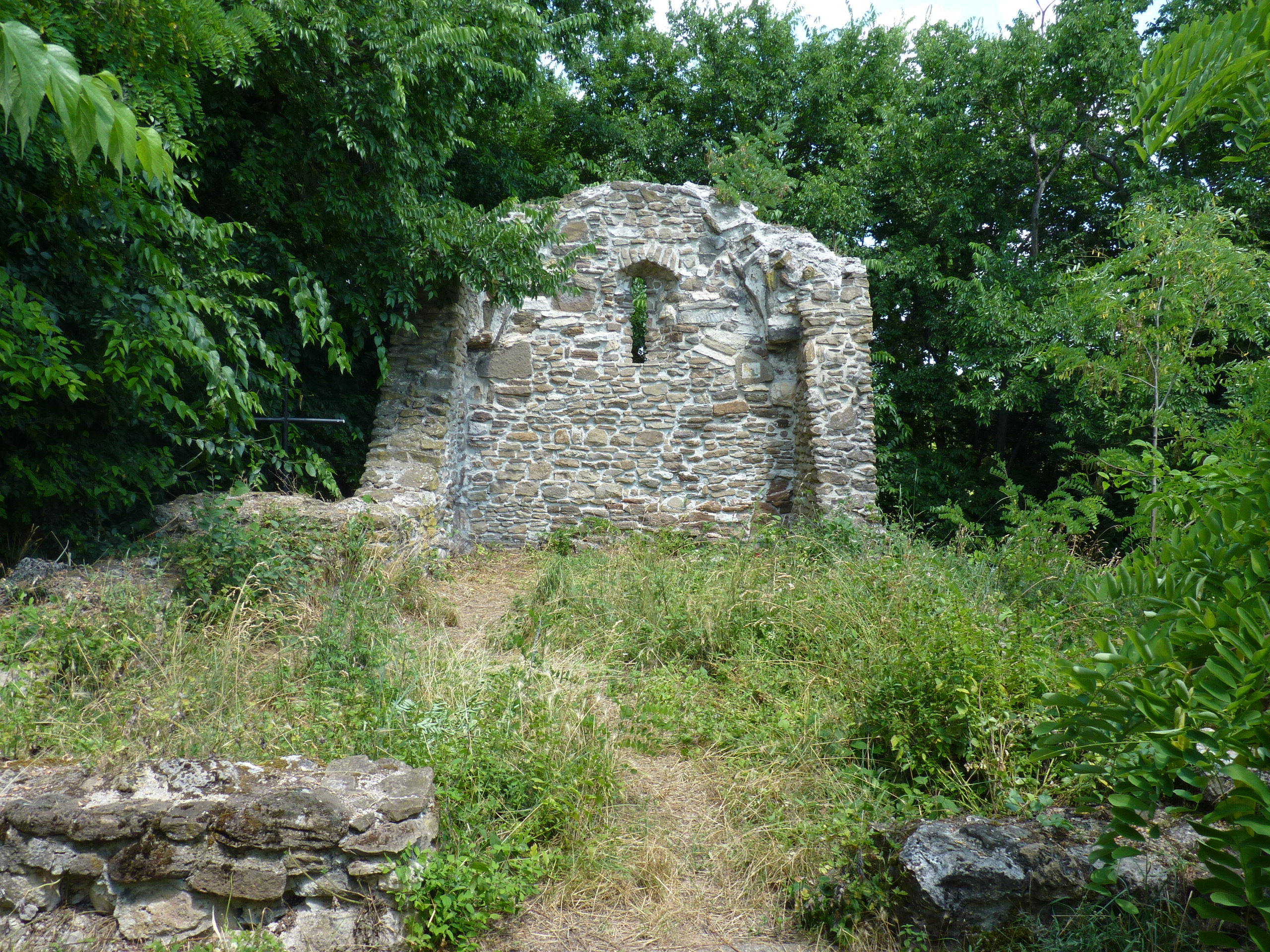
Újlaki templomrom

A hegy neve onnan ered, hogy Zsigmond király 1417-ben pallosjogot adományozott az apátságnak gonosztevők elfogására, elítélésére és kivégeztetésére. A bitófát ezen a helyen állították fel.
- Újlaki templomrom

A félsziget déli csúcsánál, révhez közeli egykori révészfalu emlékét őrzi a templomrom, az egyenes záródású szentély fala ma is áll.
- Apáti templomrom

A Tihanyi-félszigeten hajdan három településből a kettő Árpád-kori község – Újlak és Apáti – a török időkben elpusztult, helyüket és emléküket egy-egy templomrom őrzi. Az apáti templomrom a félsziget északi bejáratánál található, a 12-13. században épült, felújított állapotban megtekinthető.

## Műemlékek
- Bencés Apátság barokk temploma

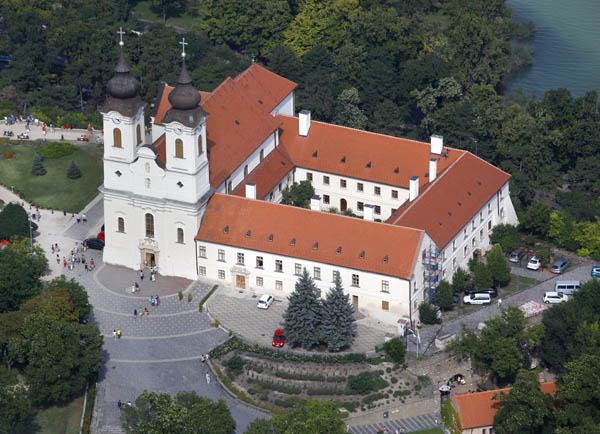
Tihanyi apátság

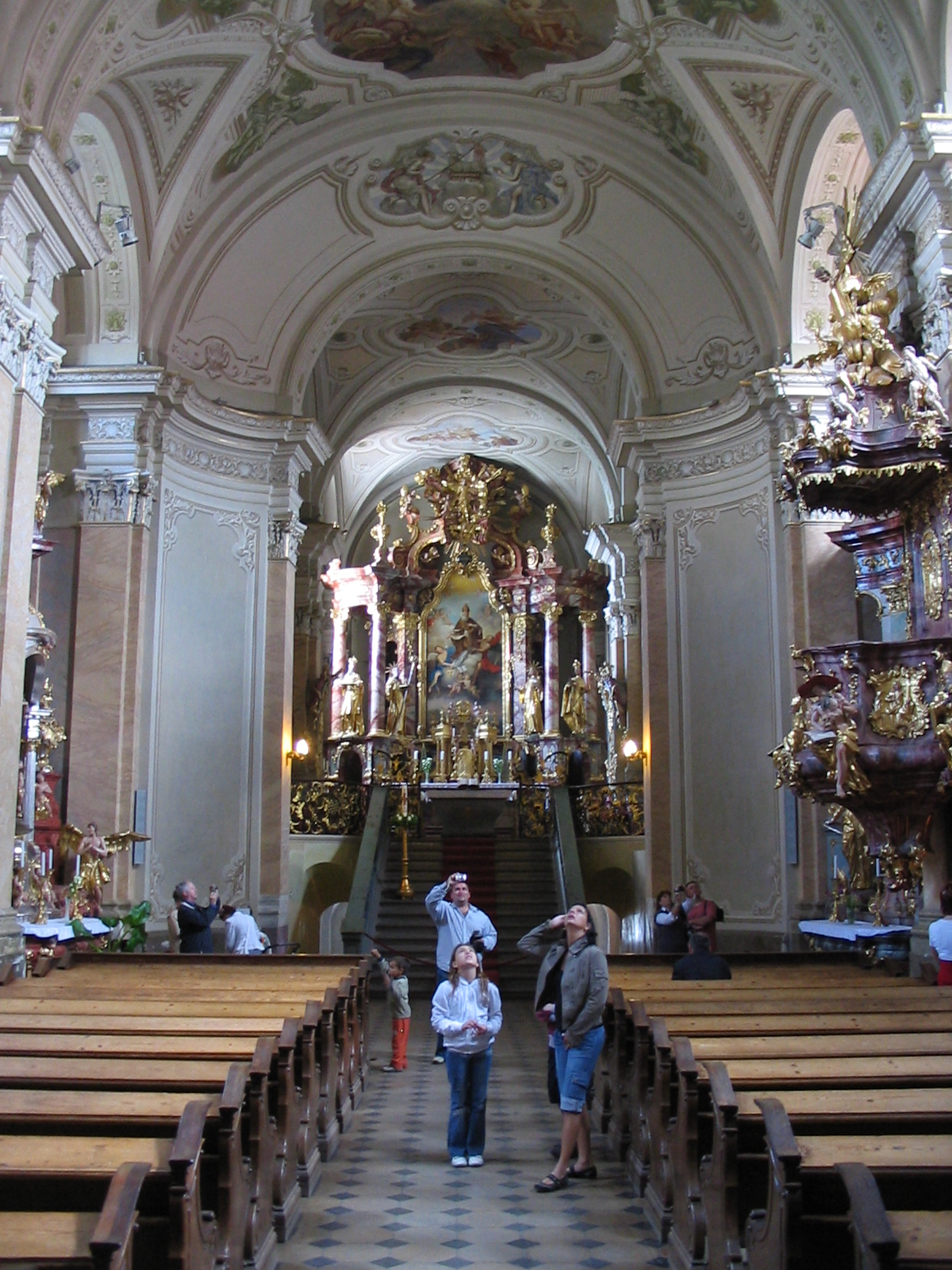
Az apátsági templom belső tere

A tihanyi bencés monostort I. András király (1046-1060) 1055-ben alapította Szent Ányos és Szűz Mária tiszteletére.
A kolostor alapító oklevele a legrégebbi, eredeti formájában fennmaradt Magyarországi oklevél. Latin nyelvű szövegében a birtokhatárok leírásakor számos magyar szót és kifejezést tartalmaz. Ez a Tihanyhoz kötődő nyelvemlék számít a legbecsesebb relikviának, amelynek eredeti példánya Pannonhalmán tekinthető meg, másolata ennél több helyen, például itt.
Lécs Ágoston apát irányításával 1752-ben megépített barokk templom magyarországi viszonylatban közepes méretű. 46 méter hosszú, 16 méter széles, tornyainak magassága 34,5 méter. A templom belső berendezését Sebastian Stulhoff faszobrász és műbútorasztalos készítette 1754-1779 között. A berendezések és a fából faragott aranyozott szobrok a közép-európai barokk művészet kiváló alkotásai. Ezeket méltón egészítik ki az 1889-90-ben végzett restaurálás során Lotz Károly, Székely Bertalan, Deák-Ébner Lajos által festett mennyezeti faliképek. A templombelső újbóli felújítása 1996-ban fejeződött be, miután 1994-ben visszakerült a Bencés Apátság tulajdonába, s még ugyanebben az évben megkezdődött a kolostor környékének teljes felújítása. Bencés apátsági múzeum a templommal egyidőben épült rendházban kapott helyet. A rendházban lakott Magyarország utolsó uralkodója Habsburg IV. Károly király és Zita királyné, mikor az antant hatalom 1921. október 26-31. között az apátság épületébe internálta, mielőtt Madeira szigetére száműzték. 2005-ben ünnepelte 950 éves jubileumát a bencés apátság, mely nyaranta hangversenyeknek, tavasztól őszig pedig kiállításoknak, kulturális rendezvényeknek ad helyszínt. A múzeumban rendszeres időszaki kiállítások láthatók.
- I. András kriptája

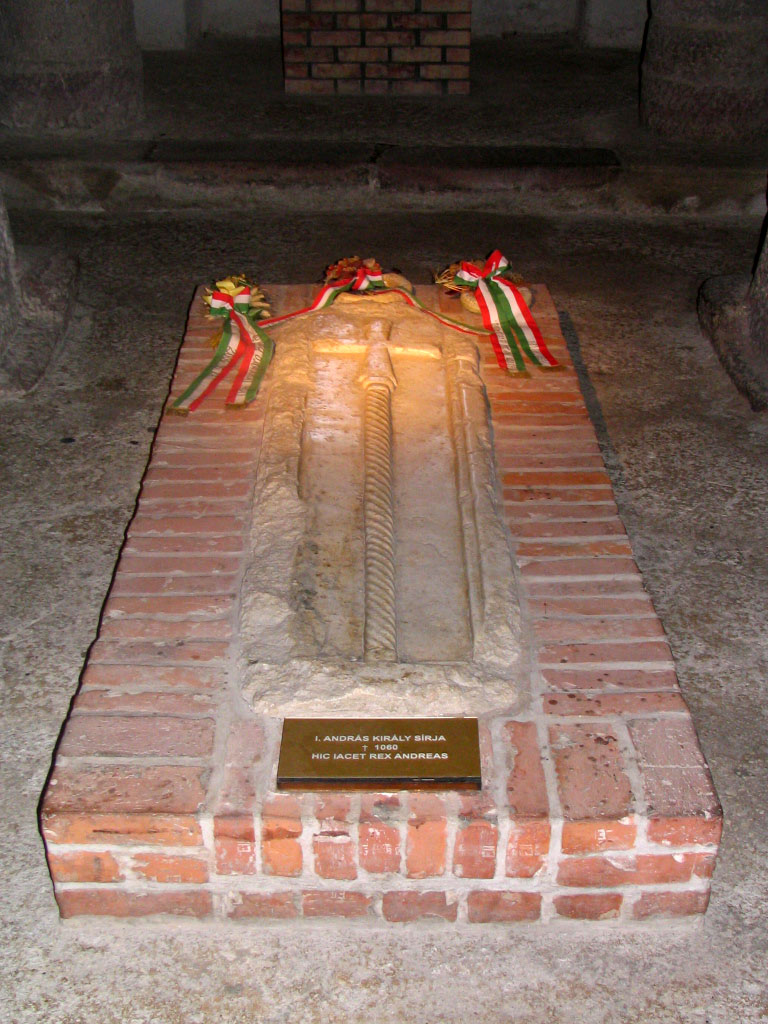
I. András sírhelye

I. András király által, 1055-ben – a monostor alapításával egyidejűleg – épített háromhajós román csarnokkripta az egyetlen korabeli épségben fennmaradt magyarországi királyi temetkezőhely. A kriptában nyugszik az 1060-ban elhunyt király. Itt található az apátság alapítólevelének másolata.
- Református templom, harangláb

A református templom 1793-ban épült, egyszerű téglalap alaprajzú építmény, ettől nyugatra emelkedik a négy fehér pilléren álló zsindellyel fedett, ma is használt harangláb.
- Egykori apátsági borospince, présház

A Balaton-felvidéken már a rómaiak is termeltek szőlőt. Tihany már a monostor alapításakor jelentős bortermelő
hely lett, s mind a mai napig az. Az apátsági birtokon termett szőlő feldolgozására, tárolására építették 1822-ben a Belső-tó északi partján az egyedülálló, kettős kereszt alaprajzú dongaboltozatos pincét és a klasszicista stílusú présházat. A pincében ma is kitűnő tihanyi bort tárolnak.
- Egykori apátsági magtár

A 19. században épített magtár (granarium) a község legnagyobb tömegű épülete. A kétemeletes, durva vakolású épületet, a helyi szokásoknak megfelelően, sima fehér szalagok, ill. ablakkeretek tagolják. A felújított épület ma a község művelődési háza.
- Egykori apátsági községkocsma

A 19. században épített kocsma-fogadó a közösségi élet fontos helyszíne volt a faluban. Átalakítását követően ma is a turisták kedvelt helye a Fogas Csárda.
- Egykori apátsági orvos lakóháza

A mai posta épülete régen az apátsági orvos lakóháza volt. A 19. században épült, szerény, földszintes klasszicizáló épület 1-3-1 ablaktengellyel, a középső 3 ablak enyhe rizalittal kiemelve, ezt a 4 széles falpillér hangsúlyozza.
- Egykori apátsági majorság

A Tihanyi apátság birtokain a 18. század óta alloidális gazdálkodás folyt. A korabeli majorság épületei az 1830-as években épültek a Belső-tó falu felé eső partján. Ma is eredeti állapotában látható a juhhodály és a 11 pár pilléren nyugvó lábas pajta, itt nyaranta a Képzőművészeti Akadémia hallgatói dolgoznak. A marha-, tehén-, borjúistállók felújított épületeit a Kőrösi Csoma Sándor Alapítvány kulturális- és turisztikai célra hasznosítja.
- Egykori Sport Szálló

A hajóállomáson 1923-ban épült Sport Szálló. Hosszú ideig elhanyagoltan volt látható a Fürdőtelep egykor legszebb épülete, melyet szépen gondozott árnyas park vett körül. Mára már kiállítás nyílt az épületben.
- MTA Balatoni Limnológiai Kutatóintézet

A Balaton-kutatás és kísérletes biológiai kutatás céljára hozták létre 1927-ben az intézetet. Az ennek helyet adó – Kotsis Iván tervei alapján - 5 pavilonból álló épületegyüttes 1926-27-ben épült.
- Habsburg József főherceg nyaralókastélya

A mintegy 2 hektáros parkban álló gyönyörű épületet szintén Kotsis Iván tervezte, 1924-25-ben épült, valamikor Habsburg József főherceg nyaralókastélya volt, ma szálloda.